# Jin'an, Lu'an
Districtul Jin'an (în chineză simplificată: 金安区; chineză tradițională: 金安區; pinyin: Jīn'ān Qū) este un district al orașului Lu'an⁠(d), provincia Anhui, Republica Populară Chineză. Are o populație de 830.000 de locuitori și o suprafață de 1.654 km². Guvernul Districtului Jin'an este situat pe Strada Renmin.
Districtul are jurisdicție asupra trei subdistricte, 11 orașe și 14 municipii.

## Diviziuni administrative
În prezent, Districtul Jin'an are cinci subdistricte, 11 orașe și șase municipii.
Subdistricte
| - Wangcheng (望城街道) - Qingshuihe (清水河街道) - Zhongshi (中市街道) | - Sanliqiao (三里桥街道) - Dongshi (东市街道) |

Orașe
| - Zhangdian (张店镇) - Maotanchang⁠(d) (毛坦厂镇) - Shiqiao (施桥镇) - Chunshu (椿树镇) - Dongqiao (东桥镇) - Sungang (孙岗镇) | - Matou (马头镇) - Donghekou (东河口镇) - Muchang (木厂镇) - Sanshipu (三十铺镇) - Shuanghe (双河镇) |

Municipii
| - Zhongdian (中店乡) - Chengbei (城北乡) - Xianshengdian (先生店乡) | - Weidong (渭东乡) - Wengdun (翁墩乡) - Hengtanggang (横塘岗乡) |